# Rastow
Rastow és un municipi a l'estat alemany de Mecklemburg-Pomerània Occidental.
A la fi del 2013 comptava amb 1879 inhabitants. a una superfície de 51,66 quilòmetres quadrats. És el municipi més poblat de l'amt de Ludwigslust-Land. És regat pels rius Streubach i Kraaker Mühlenbach, que pertanyen a la conca del Sude. El punt culminant és el Mühlenberg (mont del Molí) de 56 metres sobre el nivell del mar.
L'estació va ser desafectada el 2013 i l'edifici venut a una empresa privada, malgrat els esforços del consistori que volia adquirir-lo per a instal·lar-hi un museu de la història local. Continua tenint una parada sense personal a la línia del ferrocarril R2 Wismar-Berlín-Cottbus. Rastow es troba al marge de la regió de protecció paisagistíca del Lewitz.
Els primers esments escrits de Rastow i de Kraak daten del 1227, de Fahrbinde del 1333. Kraak va ser una comenda de l'Orde de Sant Joan, del qual la creu en l'actualitat fa part de l'escut municipal. L'església en gòtic de maons del segle xiv és l'únic relicte d'aquesta època. L'antiga Cooperativa de producció agrícola (LPG-Rastow) va ser transformada en Casa de Cultura (Kulturhaus). Kraak va fusionar l'1 de gener del 1974 i Fahrbinde l'1 de gener del 2005. Des del 1990 va ser la seu administrativa de l'amt de Rastow que el 2005 va fusionar amb l'amt de Ludwigslust-Land.

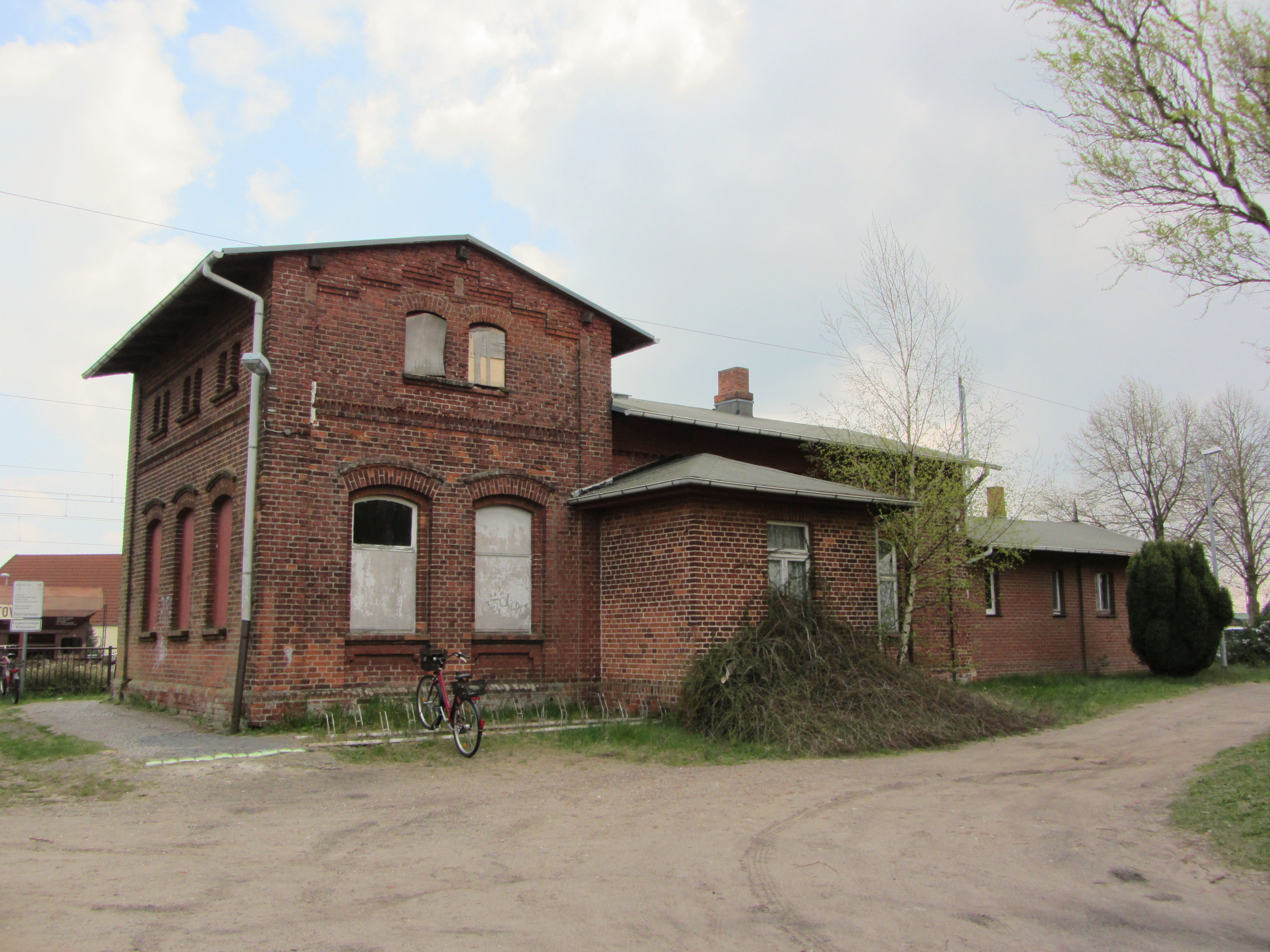
Antiga estació
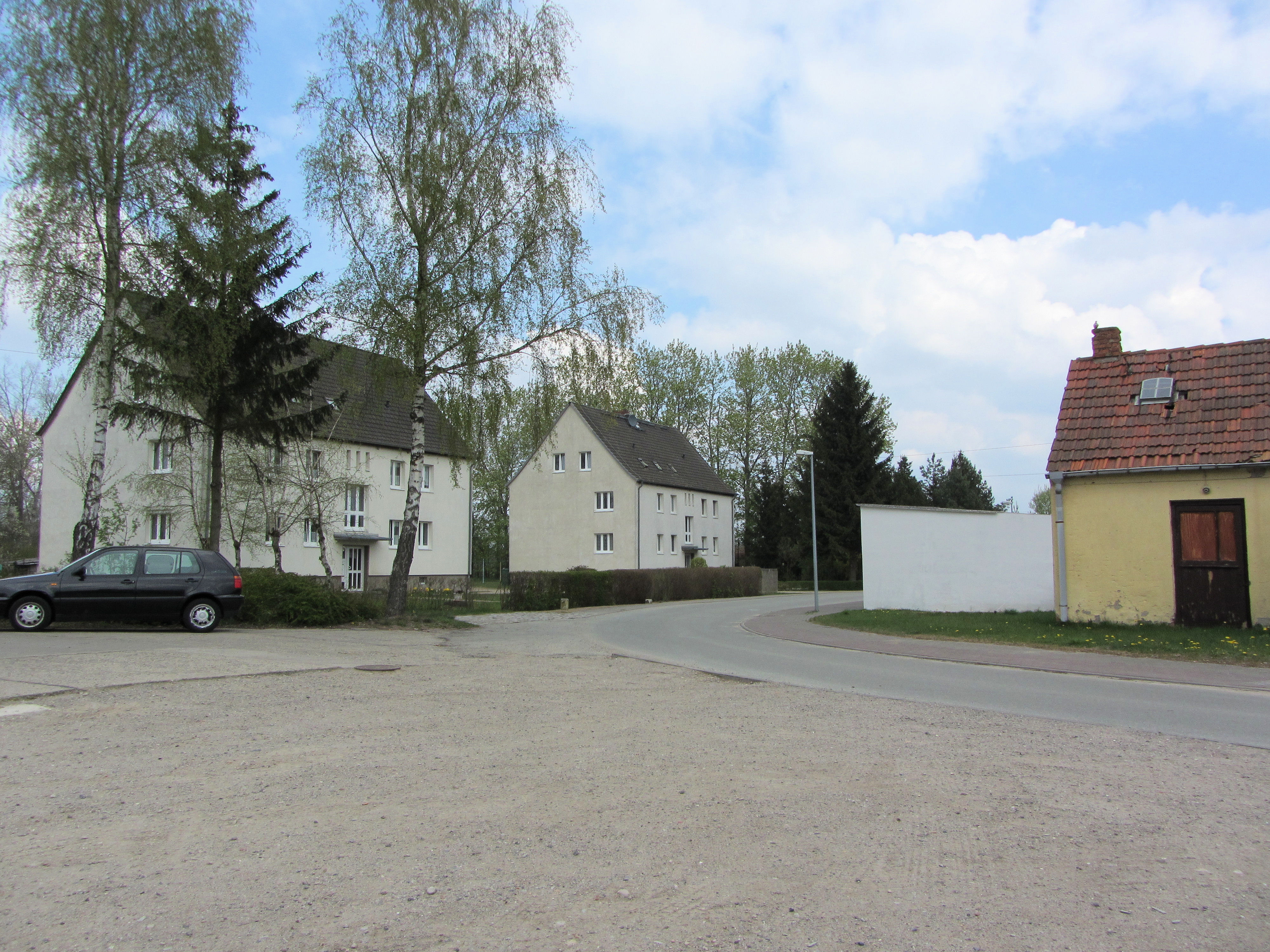
Carrer de l'Escola (Schulstrasse)
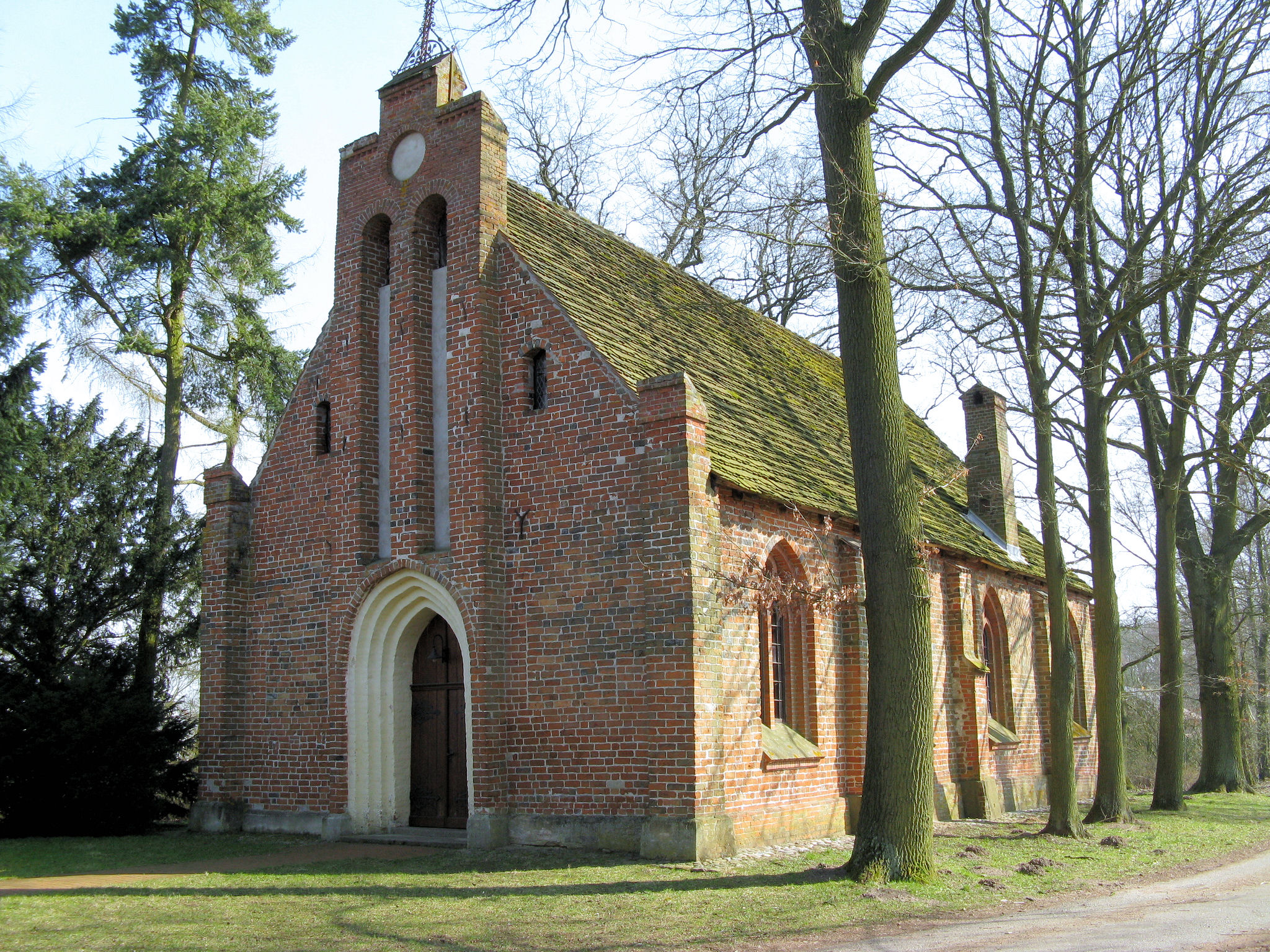
Església luterana de Kraak
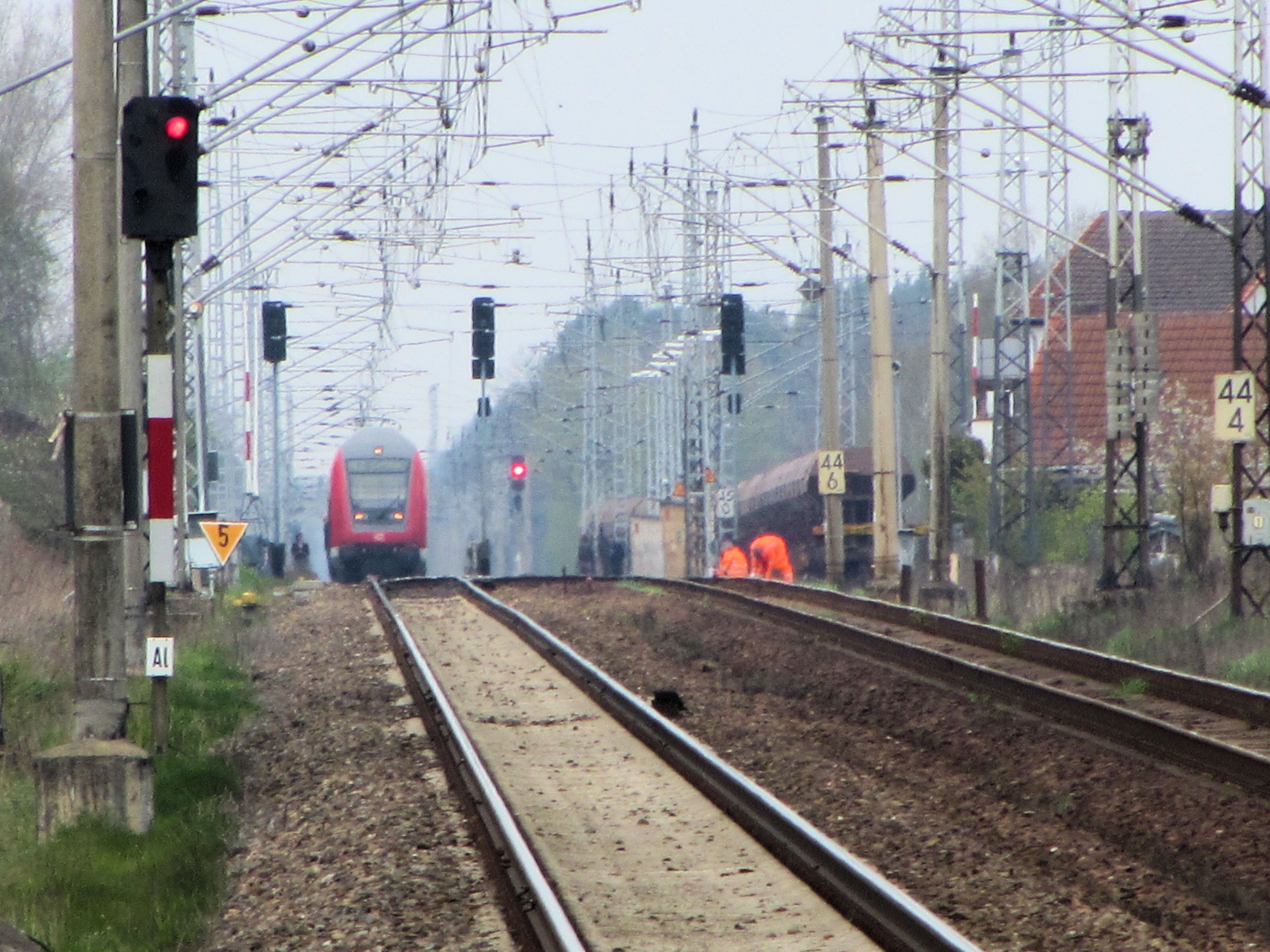
ferrocarril R2 Wismar-Berlín-Cottbus